# Flines-lez-Raches
Flines-lez-Raches és un municipi francès, situat a la regió dels Alts de França, al departament del Nord. L'any 2006 tenia 5.446 habitants. Limita al nord amb Coutiches, a l'est amb Bouvignies, al sud-est amb Marchiennes, al sud amb Lallaing, al sud-oest amb Anhiers, a l'oest amb Râches i al nord-oest amb Faumont.

## Demografia
| 1962                                       | 1968  | 1975  | 1982  | 1990  | 1999  | 2006  |
| ------------------------------------------ | ----- | ----- | ----- | ----- | ----- | ----- |
| 5.075                                      | 5.095 | 5.047 | 5.098 | 5.294 | 5.441 | 5.446 |
| Des de 1962: població sense dobles comptes |       |       |       |       |       |       |

## Administració
| Període | Identitat      | Partit |
| ------- | -------------- | ------ |
| 2001-   | Daniel Lemaire | PCF    |